# Книга Товита

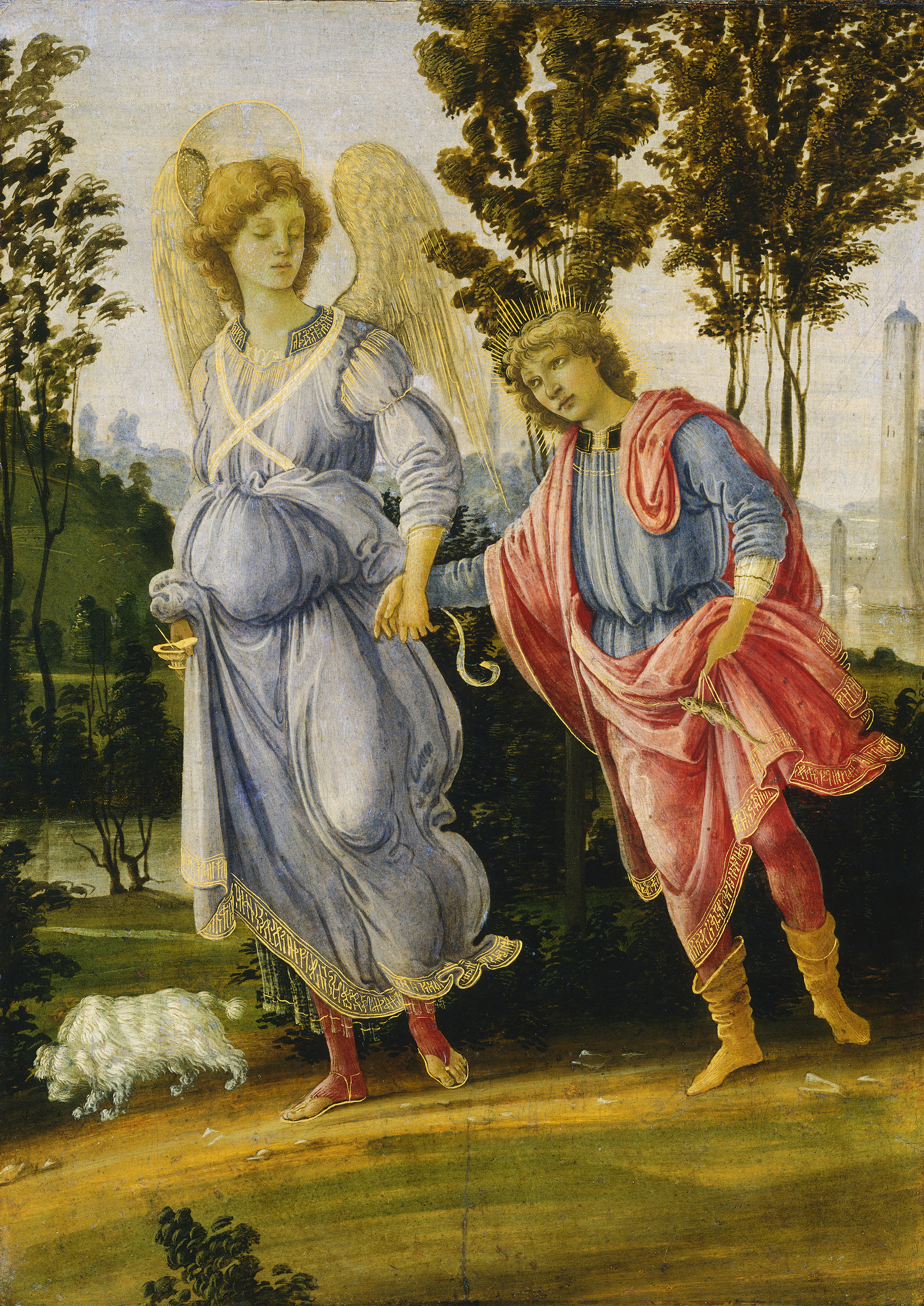
Товія і Рафаїл (Філіппіно Ліппі)

Книга Товита — книга Біблії, що належить до числа вторинно-канонічних книг Старого Завіту, в якій розповідається про Товита (Ягве — милостивий), що осліпнув , і про його сина Товію, чиїм провідником був архангел Рафаїл. Книга очевидно була написана у юдейські діаспорі в Месопотамії, оскільки основні події розгортаються у Ніневії та її околицях, куди у 722 році до н. е. попало все його плем'я в полон. На прикладі розповіді показано, як треба поводитися благочестивому єврею у чужому світі. З використанням певних висловів мудрості книга має виховний характер, а з іншої сторони у книзі виражено, що Бог не залишає свій народ напризволяще.

## Датування
Коли і ким написана ця книга — невідомо. В єврейському тексті Танаху її немає. Походження Книги Товита відносять до 200 р. до н. е., оскільки від пізніших часів Маккавеїв у книзі нічого не відображено. Вона відома різними мовами, але повний її текст зберігся лише перекладом грецькою мовою у Септуагінті. У 20 столітті в сувоях Кумрану знайдені її фрагменти арамейською та єврейською мовами, що свідчить про мову оригіналу.
Климент Олександрійський користувався цією книгою, як частиною Писання, і отже, визнавав її священною. Амвросій Медіоланський написав твір «De Tobia», в якому ставить цю книгу вище звичайних творів людських як книгу пророчу (liber propheticus). Ієронім, наполягаючи на виключенні книги Товита з числа канонічних книг, не відкидає її практичної користі для народу.

## Розділи книги Товита
Книга Товита розділена на 14 глав:
- Глава 1. Батько Товії; на вигнанні в Асирії; доброчинність батька Товії
- Глава 2. Товит сліпне
- Глава 3. Молитва Товита; лиха доля й молитва Сари
- Глава 4. Повчання Товита синові
- Глава 5. Товія виправляється в дорогу; Архангел Рафаїл, що назвався Азарія, стає супутником Товії
- Глава 6. Величезна риба; ангел говорить Товії про одруження з Сарою
- Глава 7. У домі Рагуела
- Глава 8. Злого духа прогнано
- Глава 9. Шлюб Товії з Сарою
- Глава 10. Батьки побиваються за сином Товією; Товія покидає Екбатану
- Глава 11. Товія прибуває додому та виліковує батькові очі
- Глава 12. Рафаїл відкриває себе
- Глава 13. Пісня Товита
- Глава 14. Останні роки Товита